# Muntele de sare Praid
Muntele de sare Praid (monument al naturii) - sau în maghiară Sóhát -  este o arie protejată de interes național ce corespunde categoriei a III-a IUCN (rezervație naturală de tip geologic), situată în județul Harghita pe teritoriul administrativ al comunei Praid.

## Caracteristici

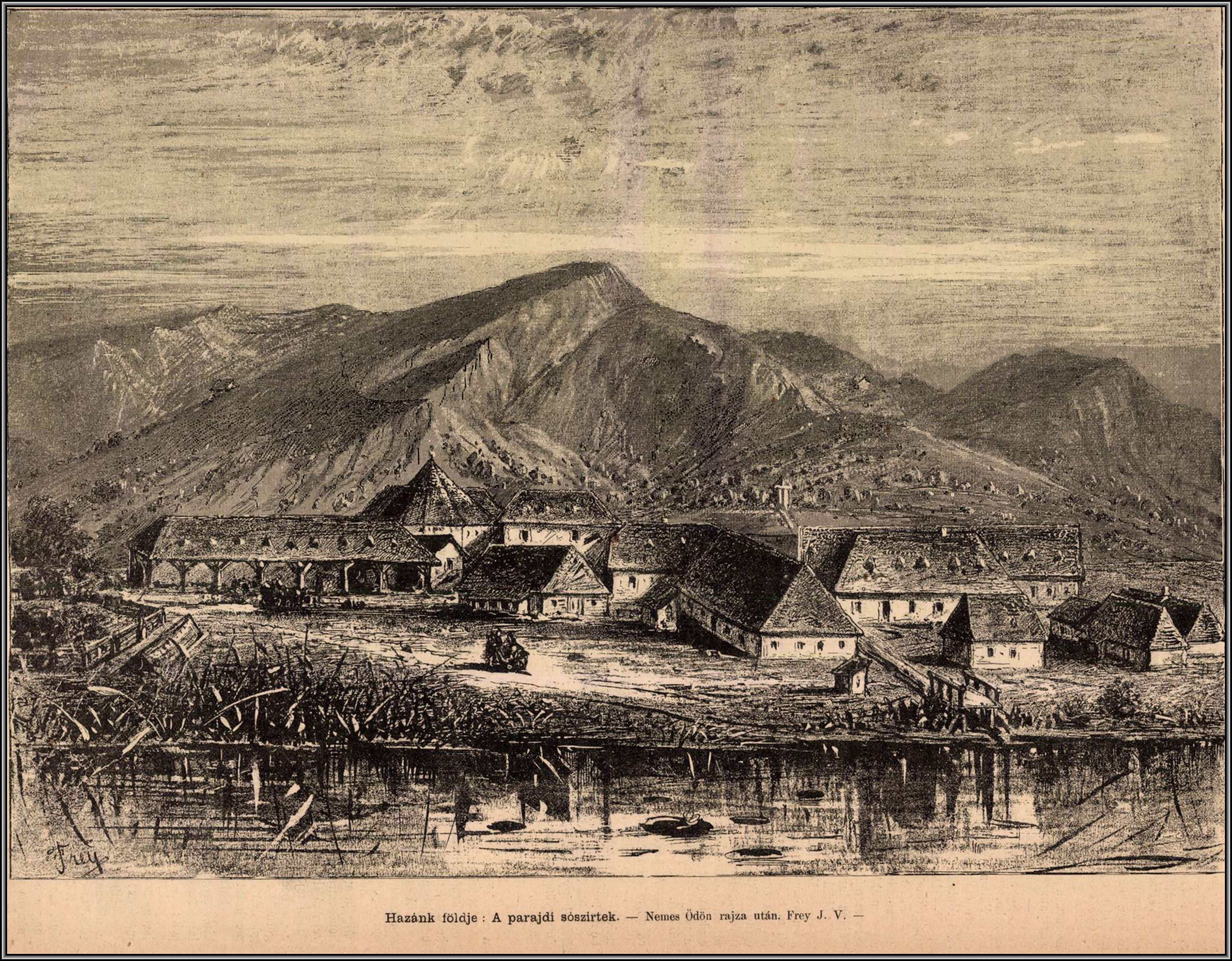
Muntele de sare (1882)

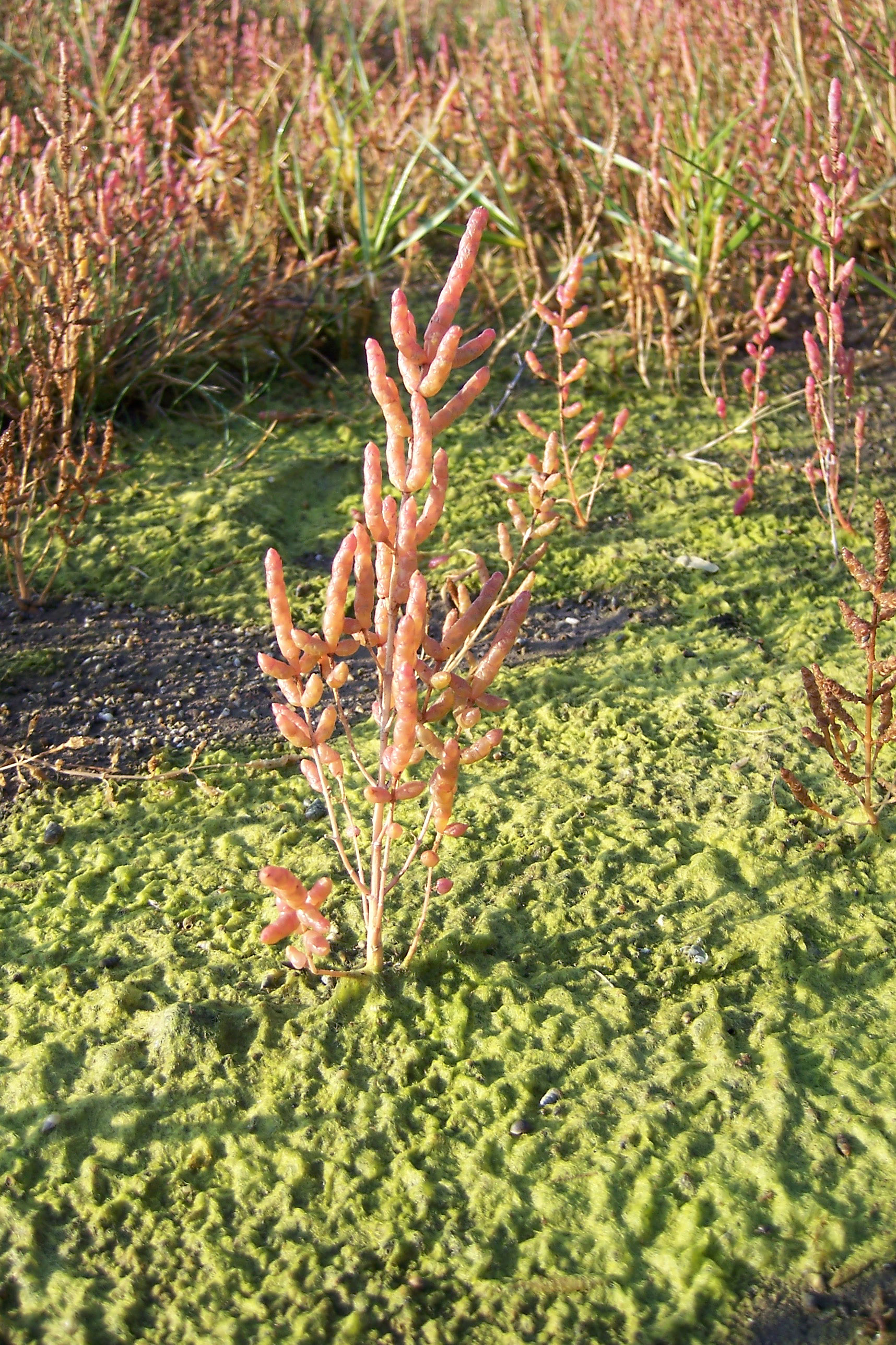
Iarbă sărată (Salicornia europaea)

Rezervația naturală se află în sudul satului Praid, Harghita pe cursul inferior al Văii Corundului, are o suprafață de 60 ha și este localizată la sud-estul Dealului Sării (576m). Acesta acoperă cel mai mare zăcământ de sare din țară, ale cărui rădăcini sunt îngropate până la 2,7-3 km adâncime. Diapirul de sare pe orizontală are o formă ușor eliptică, având diametrul de 1,2 - 1,4 km, iar pe verticală are forma unei uriașe ciuperci. 
Dealul a fost secționat de apele părâului Corund încă din Cuaternarul târziu, formând un canion de sare și rezultând un deal mai mic (Corbul Mic-Kisholló), separat de cel mare.
Vegetația caracteristică este cea halofilă  (plante specifice sărăturilor  ) - cantonată în jurul izvoarelor sărate și în vecinătatea masivelor de sare - cu un exemplu strălucit de adaptare la solurile sărate: (Salicornia europaea), cunoscută și sub denumirea de brâncă sau brădișor de sărătură.
Ca o curiozitate trebuie să amintim că primul tratat botanic despre zona Praidului a apărut în manuscrisul botanistului József Benkő (1740-1814) în care descrie o plantă numită “brădișor” Lycopodium selago. Prima lucrare botanică despre flora Ardealului, apărută sub formă tipărită (1816, la Viena) aparține lui J.Chr.G. Baumgarten, și în ea sunt enumerate zone botanice interesante din această microregiune. În cursul cercetărilor botanice Franz Friedrich Fronius (1837) amintește de flora saliferă din jurul Praidului și enumeră următoarele plante: Salicornia herbacea (brânca), Alsina marginata Koch, Aster tripolium L. (stelița), Atriplex augustifolia, Atriplex laciniata, Atriplex triangularis (lobode), Glyceria distans salina Schur (rourică), Poa maritima (firuța). Botanistul Fronius a descoperit cu surprindere și o specie americană, Rudbeckia laciniata (o plantă endemică din familia Compositae), care este prima atestare în Ardeal. În afară de cele enumerate Fronius mai descrie și salina, izvoarele sărate, procesul de exploatare a sării, chiar și compoziția sării pentru vite (sare bulgăr, în care 85% este NaCl, 7,5% praf de cărbune, 3,75% polenul de Gentiana lutea (ghințură), 3,75% Arthemisia absinthium (pelin alb).

## Canionul de sare
Cheile Corundului se întind in partea de sud-vest a Muntelui de sare Praid. Aici apa a străpuns sarea și canionul format este din stânci de sare și creste de sare ce asociază fenomene de carst salin cu doline, polje, diaclaze, pâlnii de dizolvare și lapiezuri ce asociază existența unor izvoare cu ape sărate.
Din canion prin potecile laterale, se pot vizita câteva doline mai mari semi-închise cu vegetație și microclimat specific, care sunt străjuite de stânci și pereți de sare ce prezintă o frumusețe exotică cu totul aparte.
Carstul salin are o evoluție rapidă, din forme de exocarst (lapiezuri, doline, diaclaze) se ajunge într-un timp scurt la endocarst (ponoare, hornuri, diaclaze de adâncime, mici peșteri, avene). Aceste fenomene influențează în sens negativ zona minelor vechi și zăcământul de sare aflat în proces de exploatare. 
Pârâul Corund curgea inițial dinspre satul Ocna de Jos pe lângă drumul actual, dar după prăbușirea unui aliniament de doline aceasta a modificat traseul pârâului și a drenat și lacul dintre cele două Ocne. 